# Moustapha Bayal Sall
Moustapha Bayal Sall (Dakar, 30 novembre 1985) è un calciatore senegalese, centrocampista del Saham Club.

## Palmarès

### Club

#### Competizioni nazionali
- Coppa di Lega francese: 1

Saint-Étienne: 2012-2013